# Chiesa di San Michele Arcangelo (Truccazzano)
La chiesa di San Michele Arcangelo è la parrocchiale di Truccazzano, in città metropolitana ed arcidiocesi di Milano; fa parte del decanato di Melzo.

## Storia
Nel Liber Notitiae Sanctorum Mediolani si legge che l'originaria chiesetta di Truccazzano era filiale della pieve di Corneliano.
Nel 1398 Truccazzano è menzionata come cappella dipendente dalla pieve di Corneliano, mentre nel 1564 come rettoria.
Di tale chiesa si possiede una descrizione contenuta nella relazione della visita di Leonetto Clivone del 1570.
Nel 1573 l'arcivescovo di Milano Carlo Borromeo, visitando la chiesa, ordinò che il campanile, che sorgeva sul frontespizio della chiesa, fosse demolito per essere riedificato in posizione più arretrata, che la cappella maggiore fosse rifatta, che il cimitero venisse recintato e che la chiesa fosse dotata di fonte battesimale.

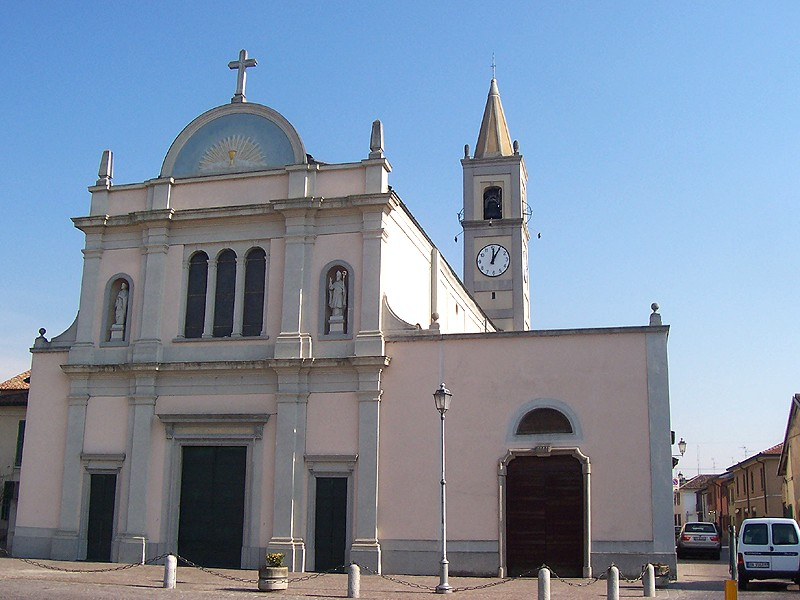
La chiesa vista da un'angolazione leggermente differente

Da quanto annotato da Federico Borromeo durante la sua visita del 1605 si capisce che la chiesa aveva subito delle modifiche: ad esempio il campanile era stato effettivamente ricostruito. Si apprende inoltre che la chiesa, che era ad un'unica navata, era lunga trentatré cubiti, larga ventuno e alta tredici.
Tra i secoli XVIII e XIX la chiesa fu oggetto di diversi interventi di decorazione e di ingrandimento: vennero edificate due cappelle laterali, fu realizzato l'altare maggiore, opera di Francesco Rossi del 1812, e si costruì il pronao.
Tra il 1908 e il 1911 il pronao venne demolito per allungare la navata; in tale occasione fu riedificata la facciata.

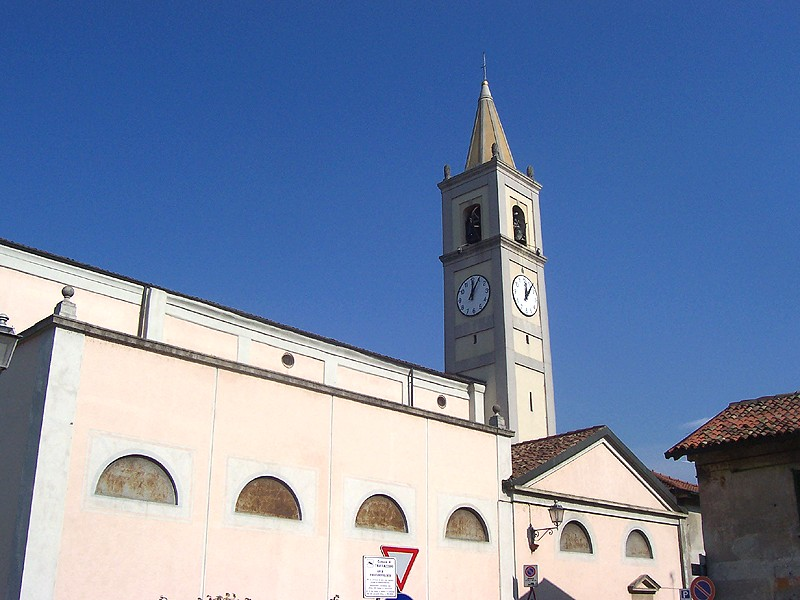
Il fianco della chiesa

Nel 1982 venne risanato il tetto e tra il 1999 e il 2000 la chiesa fu adeguata ai dettami del Concilio Vaticano II; in quegli anni venne anche posato il nuovo pavimento.

## Descrizione
L'interno della chiesa è ad un'unica navata sulla quale si aprono due cappelle laterali per lato; sul lato che guarda a settentrione è annessa alla parrocchiale la casa canonica, mentre su quello che guarda a mezzogiorno sono annessi dei locali di servizio.